# Tracfin
Tracfin (acronyme de Traitement du renseignement et action contre les circuits financiers clandestins) est un service de renseignement français, chargé de la lutte contre le blanchiment d'argent, le financement du terrorisme mais aussi contre la fraude fiscale, sociale et douanière. Il est rattaché au ministère de l'Économie et des Finances.
Tracfin fait partie des six services spécialisés de renseignement, dits du « premier cercle » de la communauté nationale du renseignement.

## Présentation
Tracfin est un service d'enquête administrative, saisi sur la déclaration de soupçon d'un organisme financier ou non financier, assujetti au dispositif d'anti-blanchiment (LCB-FT). Il agit par échange d'informations avec les administrations de l'État, notamment l'Office central de répression de la grande délinquance financière (OCRGDF), l'Autorité de contrôle prudentiel et de résolution (ACPR), l'Autorité des marchés financiers (AMF), la direction générale des Finances publiques (DGFiP) ou avec les collectivités territoriales ; il exerce également un droit de communication auprès de tous les organismes assujettis. Au terme de son enquête, une présomption de soupçon peut être transmise à la Justice, en application de l'article 40 du code de procédure pénale.
Tracfin vient contribuer au souci croissant de lutte anti-blanchiment et de développement d’une économie saine. Il s'est vu confier par le législateur trois missions principales :
- réception et protection du renseignement sur les circuits financiers clandestins et les opérations qui pourraient être destinées au financement du terrorisme, et au blanchiment de fonds illicites (articles L.561-23 et R.561-33 du CMF) ;
- l’analyse et l’enrichissement de l’information financière reçue au titre des articles L.561-26, L561-27 et L. 561-31 du CMF ;
- transmission du renseignement financier (article 561-29 du CMF) aux autorités judiciaires, services de police judiciaire, administrations, services de renseignement spécialisés.

Le rôle de Tracfin est de recueillir, analyser et enrichir les déclarations émises par les professionnels assujettis.

## Historique
Le service est créé en 1990, à la suite du 15e sommet économique annuel du G7, appelé Sommet de l'Arche, par la loi no 90-614 du 12 juillet 1990.
Il prend d'abord la forme d'une cellule de coordination au sein de la direction générale des douanes et des droits indirects : le directeur général des douanes (ou le directeur général adjoint) a le rang de secrétaire général de Tracfin. Au cours de l'examen de la future loi no 90-614 du 12 juillet 1990 à l'Assemblée nationale, le ministre de l'Économie et des Finances puis Premier ministre, Pierre Bérégovoy, annonce « avoir chargé de la responsabilité de Tracfin M. Saffache », ce qu'il confirme lors d'un discours prononcé le 12 novembre 1990.
La mission de préfiguration de cette cellule est ainsi confiée à Jean-Claude Saffache, qui en est ensuite devenu le premier secrétaire général jusqu'en décembre 1993. À l’origine, la cellule ne comprend qu'une douzaine d'agents, principalement des douanes.
En 2006, Tracfin devient un service à compétence nationale et acquiert une direction propre par le Décret no 2006-1541 du 6 décembre 2006. Un Décret no 2019-392 du 30 avril 2019 précise par la suite que le directeur du service à compétence nationale Tracfin a rang de directeur d'administration centrale, devant être nommé par décret en Conseil des ministres d'après l'article 13 de la Constitution (soit, puisqu'il ou elle le préside en vertu de l'article 9, avec l'aval de la Présidence de la République). La première directrice de Tracfin ainsi est Maryvonne Le Brignonen en juillet 2019.
Ses locaux restent néanmoins situés au sein de la direction générale des douanes y compris lors du déménagement de celle-ci du 7e arrondissement de Paris à Montreuil (Seine-Saint-Denis) en 2007. En 2011, Tracfin est finalement installé dans d'autres locaux du ministère de l'Économie et des Finances, à Montreuil.
En 2021, Tracfin adresse 3 242 notes à l'autorité judiciaire ou aux autres services de renseignement. Sur l'ensemble de l'année 2021, Tracfin a également collecté et analysé 165 171 informations. Le nombre d'informations reçues et analysées a augmenté de 44 % entre 2020 et 2021, et 134 % entre 2017 et 2021. Les informations reçues proviennent aussi des cellules de renseignement financier (CRF) étrangères (1972 en 2021) ce qui marque la reconnaissance acquise par Tracfin au niveau international.
La Commission nationale de contrôle des techniques de renseignement (CNCTR) indique souhaiter, en juin 2020, étendre son contrôle aux fichiers des différents services de renseignement, tels Centralisation du renseignement intérieur pour la sécurité du territoire et des intérêts nationaux (CRISTINA), la direction du Renseignement militaire (Biopex et Doremi), Sirex, Sartrac (fichier de souveraineté de Tracfin), mais sans succès : « la volonté d’approfondissement du contrôle a posteriori manifestée par la commission s’est heurtée au refus, presque unanime, opposé par les services de renseignement ».
D'ici à 2027, Tracfin compte déménager à Ivry-sur-Seine (Val-de-Marne). La ville d'Ivry-sur-Seine compte déjà un autre service de renseignement du ministère de l'Économie et des Finances, la direction nationale du renseignement et des enquêtes douanières (DNRED).

## Effectifs

### Direction
| Directeurs               | Date de début     | Date de fin       | Texte de nomination         |
| ------------------------ | ----------------- | ----------------- | --------------------------- |
| Jean-Claude Saffache     | 13 février 1991   | 31 décembre 1993  | Arrêté du 13 février 1991   |
| Jean-Luc Vialla          | 31 décembre 1993  | 18 avril 1996     | Arrêté du 31 décembre 1993  |
| Pierre-Mathieu Duhamel   | 18 avril 1996     | 27 mai 1999       | Arrêté du 18 avril 1996     |
| François Auvigne         | 18 juin 1999      | 14 octobre 2000   | Arrêté du 18 juin 1999,     |
| Alain Cadiou             | 22 décembre 2000  | 26 septembre 2002 | Arrêté du 22 décembre 2000  |
| François Mongin          | 26 septembre 2002 | 11 décembre 2006  | Arrêté du 26 septembre 2002 |
| François Werner          | 11 décembre 2006  | 10 septembre 2008 | Arrêté du 11 décembre 2006  |
| Jean-Baptiste Carpentier | 11 septembre 2008 | 3 août 2015       | Arrêté du 11 septembre 2008 |
| Bruno Dalles             | 4 août 2015       | 9 juillet 2019    | Arrêté du 4 août 2015       |
| Maryvonne Le Brignonen   | 10 juillet 2019   | 30 novembre 2021  | Décret du 10 juillet 2019   |
| Manon Perrière (intérim) | 8 décembre 2021   | 19 janvier 2022   | Décret du 8 décembre 2021   |
| Guillaume Valette-Valla  | 20 janvier 2022   | 28 février 2024   | Décret du 20 janvier 2022,  |
| Alban Genais (intérim)   | 28 février 2024   | 31 mars 2024      | Décret du 28 février 2024   |
| Antoine Magnant          | 1er avril 2024    |                   | Décret du 6 mars 2024       |

### Personnel
Depuis sa création, les effectifs du service augmentent régulièrement. Au 31 décembre 2021, le Service disposait de 196 agents.
Ces agents sont majoritairement issus du ministère de l'Économie et des Finances (70 %), des contractuels (26 %) ou encore de la Police nationale ou de la Gendarmerie nationale (4 %).
Entre 2010 et 2021, Tracfin est ainsi passé de 72 à 196 agents (+ 172 %).

## Pouvoirs

### Le droit de communication
Pour l'exploitation des déclarations de soupçon qui lui sont envoyées, Tracfin dispose du droit de demander à l’établissement financier de transmettre, dans un certain délai, des documents quel qu’en soit le support, en relation avec l’opération ou la personne désignée par la déclaration. En 2021, Tracfin a utilisé son droit de communication quatorze fois.

### Le droit d’opposition
Lorsque Tracfin soupçonne l’existence d’une infraction, il peut demander au professionnel chargé de l’opération de reporter l’exécution d’une opération pendant un délai de dix jours ouvrables à compter de la réception de la notification (art. L.561-24 du CMF). L’exercice de cette prérogative est confidentiel.

### Les échanges du renseignement
Tracfin peut solliciter des informations auprès d’un grand nombre d’entités publiques et de ses homologues étrangers.

### Ne peut s'auto-saisir
Particularité historique de Tracfin en tant que service de renseignement : à l'heure actuelle, en juin 2025, Tracfin ne peut s'auto-saisir et ne peut donc recueillir et traiter de potentiels signalements venant de particulier et dépend donc exclusivement des déclarations de soupçon provenant des professions assujeties au LCB-FT, des informations de soupçon provenant des organismes publics ou chargés d’une mission de service public ou encore des informations transmises par ses homologues, CRF étrangères.

## Organisation interne
En 2021, le service s’organisait autour de plusieurs départements et cellules, opérationnels et transverses :
Sur le volet opérationnel :
- Le département « renseignement et lutte contre le terrorisme » (DRLT) est chargé de la défense et de la promotion des intérêts fondamentaux de la Nation. Il intervient notamment dans la lutte anti-terrorisme et la lutte contre la criminalité organisée transnationale
- Le département « lutte contre la fraude » (DLCF) exerce les missions de lutte contre la fraude fiscale, sociale, douanière et la lutte contre les réseaux structurés de détournements de fonds publics et leur blanchiment
- Le département « lutte contre la criminalité économique et financière » (DCEFI) agit notamment en matière d’atteintes à la probité ou de lutte contre les réseaux criminels économiques et financiers complexes
- Le département « affaires institutionnelles et internationales » (DAII) assure l’animation des relations institutionnelles au niveau national avec les professionnels déclarants aux obligations du dispositif LCB-FT, leurs autorités de contrôle, et au niveau international, avec les partenaires étrangers et les entités intervenant dans le domaine de la coopération internationale. Il est également chargé de la gestion des flux d’informations entrantes et de leur analyse typologique et thématique. Il assure le suivi des échanges opérationnels internationaux
- La cellule « Cyber », rattachée à la direction, retrace les transactions financières effectuées sur la blockchain et identifie les flux financiers résultant d’opérations délictueuses commises sur le Web et Internet. Elle apporte son expertise à l’ensemble du service sur tous les aspects de la cybercriminalité et des crypto-actifs ;

Sur le volet transverse :
- Le Secrétariat général (SG) coordonne l’activité des cellules chargées des ressources humaines, de la sécurité, des statistiques et du contrôle interne
- Le département des affaires juridiques et judiciaires (DAJJ) assure une mission d’expertise et d’appui juridique et judiciaire dans tous les domaines d’activité du service ainsi que le suivi des contentieux relatifs à l’activité du service. Il assure l’interface entre d’une part les départements métiers et d’autre part l’autorité judiciaire et l’ensemble des services effectuant des missions de police judiciaire. Outre le conseiller juridique, magistrat de l’ordre judiciaire en détachement, il est composé d’un adjoint, également magistrat judiciaire, de chargés de mission et d’officiers de liaison issus de la Police nationale, de la Gendarmerie nationale, et de la douane
- Le département des systèmes d’information (DSI) est chargé du fonctionnement et des évolutions des systèmes d’information de Tracfin, conformément aux attentes des utilisateurs et à la réglementation en vigueur
- La cellule d’analyse stratégique (CAS) exploite les informations disponibles afin d’identifier des tendances en matière de blanchiment de capitaux et de financement du terrorisme.